# Партизанска улица (Врање)
| Партизанска улица           | Партизанска улица               |
| --------------------------- | ------------------------------- |
|                             |                                 |
| Почетак                     | Трг Републике                   |
| Крај                        | Кружни ток код Ватрогасног дома |
| Дужина                      | 450 m                           |
| Ширина                      | од 14 до 17 m                   |
| Створена                    | пре 1928. год.                  |
| Названа                     | 1947. год.                      |
| Стари називи                | Улица краљице Марије            |
|                             |                                 |
|                             |                                 |
| Поглед на Партизанску улицу |                                 |

Партизанска улица једна је од централних и најпрометнијих улица у Врању. Протеже се од Трга Републике до кружног тока код Ватрогасног дома у дужини од 450 метара.

## Име улице
Од 1928. до 1947. године улица је носила назив Улица краљице Марије. Од 1947. године назив је промењен у Партизанска улица што је и њен данашњи назив.

## Партизанском улицом
Захваљујући својој дугој историји у Партизанској улици данас се налазе многобројни објекти као и многе значајне институције.

#### бр. 1
Клуб војске Србије (раније Дом ЈНА) градио се од 1932-1933. године. Предат је на коришћење војсци Краљевине Југославије. Нарочито је била популарна башта Дома ЈНА, са великом терасом и фонтаном. Зграда Клуба војске је под заштитом државе.

#### бр 2
Гимназија "Бора Станковић", најстарија средња школа у Врању, основана је 1881. године. Зграда врањске Гимназије је зидана од 1931. године до 1933. године. На дан Светог Саве, 1934. године је освећена и стављена у функцију. Зграда Гимназије је доминантна по својој архитектури, величини и положају.

#### бр 3
Педагошки факултет у Врању је наставно-научна и образовна високошколска установа у саставу Универзитета у Нишу.

#### бр 4
Историјски архив "31. јануар" је основан 1962. године као Историјски архив среза Врање. Пресељен је у нови објекат Дома културног центра (Партизанска улица) 1977. године чиме су и створени повољнији услови за рад свих служби и смештај архивске грађе.

#### бр 5
ЈП "Радио Телевизија Врање".

#### бр 6
Споменик Револуције на платоу испред Педагошког факултета у Врању, постављен је 1985. године поводом 41. годишњице ослобођења Врања у Другом светском рату. Чува успомену на херојство 954 погинула Врањанца у Другом светском рату.